# Liste der Kulturdenkmale in Bimöhlen
In der Liste der Kulturdenkmale in Bimöhlen sind alle Kulturdenkmale der schleswig-holsteinischen Gemeinde Bimöhlen (Kreis Segeberg) aufgelistet (Stand: 10. März 2025).

## Legende
In den Spalten befinden sich folgende Informationen:
- Objekt-ID: die Nummer des Kulturdenkmales
- Lage: die Adresse des Kulturdenkmales und die geographischen Koordinaten. Kartenansicht, um Koordinaten zu setzen. In der Kartenansicht sind Kulturdenkmale ohne Koordinaten mit einem roten Marker dargestellt und können in der Karte gesetzt werden. Kulturdenkmale ohne Bild sind mit einem blauen Marker gekennzeichnet, Kulturdenkmale mit Bild mit einem grünen Marker.
- Offizielle Bezeichnung: Bezeichnung des Kulturdenkmales
- Beschreibung: die Beschreibung des Kulturdenkmales
- Bild: ein Bild des Kulturdenkmales

## Bauliche Anlagen
| Objekt-ID | Lage                                         | Offizielle Bezeichnung                        | Beschreibung | Bild                             |
| --------- | -------------------------------------------- | --------------------------------------------- | --- | -------------------------------- |
| 24672     | Dorfplatz (53° 56′ 10″ N, 9° 57′ 14″ O)      | Ehrenmal für die Gefallenen beider Weltkriege | Ehrenmal für die Gefallenen beider Weltkriege; nach 1945; Ehrenmalanlage, zentrales Postament mit Inschriftenplatten und Findling, umstanden von sechs älteren Eichen - Begründung: geschichtlich, Kulturlandschaft prägend - Schutzumfang: Ehrenmal für die Gefallenen beider Weltkriege, Gedenkstein, sechs Eichen - Denkmaltyp: Bauliche Anlage | weitere Fotos \| Fotos hochladen |
| 28337     | Dorfstraße 2 (53° 56′ 7″ N, 9° 57′ 21″ O)    | Wohnhaus                                      | Wohnhaus, sog. „Fresenahof“; um 1905, im Kern älter; zweigeschossiger, unterkellerter und hell verputzter Massivbau mit Schopfwalmdach, nach Nordwesten drei Giebelgauben - Begründung: geschichtlich, städtebaulich - Schutzumfang: gesamtes Objekt - Denkmaltyp: Bauliche Anlage                                                                 | BW                               |
| 28339     | Hauptstraße 18 (53° 56′ 18″ N, 9° 57′ 21″ O) | Wohnhaus                                      | Wohnhaus, sog. „Schünemannsche Villa“; wohl Ende 19. Jh.; eingeschossiger Massivbau, Schopfwalmdach, Schieferdeckung, reiche Bauzier; mit schmiedeeiserner Einfriedung - Begründung: geschichtlich, künstlerisch, städtebaulich - Schutzumfang: Wohnhaus, Einfriedung - Denkmaltyp: Bauliche Anlage                                                | BW                               |

## Quelle
- Liste der Kulturdenkmale in Schleswig-Holstein – Kreis Segeberg

- Karte mit allen Koordinaten:
- OSM |
- WikiMap